# Llista de catedrals d'Escòcia
Això és una llista de catedrals d'Escòcia.
Una catedral és un lloc de culte cristià mare d'un bisbat. La distinció de catedral fa referència a que l'església és la ubicació de la càtedra, la seu del bisbe. En el sentit més estricte, només les denominacions cristianes amb una jerarquia episcopal -es que són dirigides pels bisbes- posseeixen catedrals. Tanmateix, en parlant comú, el títol de la catedral sovint encara s'utilitza per referir-se a catedrals escoceses, que ara es troben dins de l'església d'Escocia (presbiterià).
A causa de la història religiosa d'Escòcia, es troben catedrals de diverses denominacions cristianes diferents al voltant del país. Abans de la Reforma escocesa, l'església cristiana a Escòcia era catòlica romana. Les seves tretze bisbats estaven governades per un bisbe que tenia la seu episcopal centrada en una catedral. En 1560, l'església escocesa va trencar la comunió amb Roma i es va convertir en protestant. Després d'anys de disputes, l'Església post-Reforma d'Escòcia finalment va abolir l'Episcopat el 1689 i va adoptar el sistema de govern presbiterià. Les antigues catedrals d'Escòcia es van mantenir com a esglésies parroquials, ara organitzades sota un sistema de sínodes i presbiteriaris.
L'església episcopal escocesa es va formar com un escull de l'església establerta, conservant el sistema de bisbes, però va ser exclòs de la vida religiosa tradicional. A la fi del segle xix, les lleis que reprimien l'adoració episcopal i catòlica van ser derogades (per exemple, sota les lleis de relleu catòlic romà). Amb la seva nova llibertat, aquestes denominacions van florir i van començar a construir les seves pròpies catedrals. Per aquest motiu, les catedrals catòliques episcopals i escoceses d'Escòcia són principalment d'origen victorià.

## Església d'Escòcia (Protestant)
L'Església d'Escòcia ja no està governada pels bisbes i, per tant, oficialment no té catedrals. No obstant això, els edificis que eren catedrals abans de la Reforma, o en períodes de la història de l'església quan tenien un episcopat, encara són comunament anomenats "catedrals". Sovint es denoten pel títol "High Kirk".
| Imatge                         | Nom                     | Ciutat           | Establerta | Pàgina web                                                        | Coordenades                                          |
| ------------------------------ | ----------------------- | ---------------- | ---------- | ----------------------------------------------------------------- | ---------------------------------------------------- |
| St Machar's Cathedral          | Catedral de Sant Macari | Aberdeen         | 1131       | www.stmachars.com Arxivat 2014-04-15 a Wayback Machine.           | 57° 10′ 11″ N, 2° 06′ 08″ O / 57.1698°N,2.1021°O     |
| Brechin Cathedral              | Catedral de Brechin     | Angus            | Segle XIII | brechincathedral.org.uk                                           | 56° 43′ 55″ N, 2° 39′ 42″ O / 56.731944°N,2.661667°O |
| Dornoch Cathedral              | Catedral de Dornoch     | Sutherand        | Segle XIII | www.dornoch-cathedral.com                                         | 57° 52′ 52″ N, 4° 01′ 47″ O / 57.881128°N,4.029622°O |
| Dunblane Cathedral             | Catedral de Dunblane    | Stirling         | Segle VII  | www.dunblanecathedral.org.uk                                      | 56° 11′ 22″ N, 3° 57′ 55″ O / 56.189419°N,3.96525°O  |
| Dunkeld Cathedral              | Catedral de Dunkeld     | Dunkeld I Meigle | 1260       | www.dunkeldcathedral.org.uk Arxivat 2014-05-16 a Wayback Machine. | 56° 33′ 54″ N, 3° 35′ 23″ O / 56.565°N,3.589722°O    |
| St Giles Cathedral             | Catedral d'Edimburg     | Edimburg         | Segle XII  | www.stgilescathedral.org.uk                                       | 55° 56′ 58″ N, 3° 11′ 27″ O / 55.949444°N,3.190833°O |
| St Mungo's, Glasgow            | Catedral de Glasgow     | Glasgow          | 1136       | www.glasgowcathedral.org.uk Arxivat 2020-03-04 a Wayback Machine. | 55° 51′ 47″ N, 4° 14′ 05″ O / 55.863°N,4.2346°O      |
| St. Magnus Cathedral at Sunset | Catedral de Sant Magnus | Illes Òrcades    | 1137       | www.stmagnus.org                                                  | 58° 58′ 56″ N, 2° 57′ 32″ O / 58.982222°N,2.958889°O |
| St Moluag's Cathedral          | Catedral de Sant Moluag | Consell d'Argyll | 592        | isleoflismore.com Arxivat 2019-06-13 a Wayback Machine.           | 56° 32′ 04″ N, 5° 28′ 50″ O / 56.534444°N,5.480556°O |

## Església Episcopal Escocesa (Catòlica)
| Imatge                   | Lloc i Nom                                    | Diòcesi - Bisbat                                                                            | Establerta i Coordenades |
| ------------------------ | --------------------------------------------- | ------------------------------------------------------------------------------------------- | ------------------------ |
|                          | Aberdeen Catedral de Sant Andreu (Aberdeen)   | Bisbat d'Aberdeen i Orkney                                                                  | 1817                     |
|                          |                                               | Arxivat 2021-02-26 a Wayback Machine.57° 08′ 57″ N, 2° 05′ 34″ O / 57.1490454°N,2.0928955°O |                          |
|                          | Dundee Catedral de Sant Pau (Dundee)          | Bisbat de Brechin                                                                           | 1855                     |
|                          |                                               | 56° 27′ 40″ N, 2° 58′ 05″ O / 56.4610153°N,2.9680869°O                                      |                          |
|                          | Edimburg Catedral de Santa Maria (Edimburg)   | Bisbat d'Edimburg                                                                           | 1879                     |
|                          |                                               | 55° 56′ 55″ N, 3° 12′ 59″ O / 55.948595°N,3.216269°O                                        |                          |
|                          | Glasgow Catedral de Santa Maria (Glasgow)     | Bisbat de Glasgow i Galloway                                                                | 1871                     |
|                          |                                               | 55° 52′ 24″ N, 4° 16′ 30″ O / 55.8734329°N,4.2749262°O                                      |                          |
|                          | Inverness Catedral de Sant Andreu (Inverness) | Bisbat de Moray, Ross i Caithness                                                           | 1869                     |
|                          |                                               | 57° 28′ 28″ N, 4° 13′ 45″ O / 57.4744737°N,4.2291141°O                                      |                          |
|                          | Millport Catedral de Les Illes                | Bisbat d'Argyll i Les Illes                                                                 | 1882                     |
|                          |                                               | 55° 45′ 20″ N, 4° 55′ 27″ O / 55.7555746°N,4.924171°O                                       |                          |
|                          | Oban Catedral de Sant Joan (Oban)             | Bisbat d'Argyll i Les Illes                                                                 | 1864                     |
| co-Catedral amb Millport |                                               |                                                                                             |                          |
|                          | Perth Catedral de Sant Ninian (Perth)         | Bisbat de Sant Andreu, Dunkeld i Dunblane                                                   | 1850                     |
|                          |                                               |                                                                                             |                          |

## Església catòlica romana (Catòlica)

### Província de Sant Andreu i Edimburg
| Imatge | Lloc i Nom                                  | Diòcesi - Bisbat                                                                            | Establerta i Coordenades |
| ------ | ------------------------------------------- | ------------------------------------------------------------------------------------------- | ------------------------ |
|        | Aberdeen Catedral de Santa Maria (Aberdeen) | Bisbat d'Aberdeen                                                                           | 1880                     |
|        |                                             | Arxivat 2014-09-03 a Wayback Machine.57° 08′ 43″ N, 2° 06′ 23″ O / 57.1453812°N,2.1064199°O |                          |
|        | Ayr Catedral de Santa Margarida (Ayr)       | Diòcesi de Galloway                                                                         | 1822                     |
|        |                                             |                                                                                             |                          |
|        | Dundee Catedral de Sant Andreu (Dundee)     | Bisbat de Dunkeld                                                                           | 1782                     |
|        |                                             | 56° 27′ 27″ N, 2° 58′ 29″ O / 56.4574399°N,2.9746985°O                                      |                          |
|        | Edimburg Catedral de Santa Maria (Edimburg) | Arquebisbat de Sant Andreu i Edimburg                                                       | 1814                     |
|        |                                             | 55° 57′ 22″ N, 3° 11′ 16″ O / 55.956057°N,3.187827°O                                        |                          |
|        | Oban Catedral de Sant Columbà               | Bisbat d'Argyll i Les Illes                                                                 | 1932                     |
|        |                                             |                                                                                             |                          |

### Província de Glasgow
| Imatge                              | Lloc i Nom                                                  | Diòcesi - Bisbat                                      | Establerta i Coordenades |
| ----------------------------------- | ----------------------------------------------------------- | ----------------------------------------------------- | ------------------------ |
|                                     | Glasgow Catedral de Sant Andreu (Glasgow)                   | Arquebisbat de Glasgow                                | 1797                     |
|                                     |                                                             | 55° 51′ 20″ N, 4° 15′ 10″ O / 55.855461°N,4.252897°O  |                          |
|                                     | Motherwell Cathedral Catedral de Nostra Senyora dels Socors | Bisbat de Motherwell                                  | 1947                     |
| L'església es va consagrar el 1929. | L'església es va consagrar el 1929.                         | 55° 47′ 29″ N, 3° 59′ 13″ O / 55.79128°N,3.98704°O    |                          |
|                                     | Paisley Catedral de Sant Mirí (Paisley)                     | Bisbat de Paisley                                     | 1948                     |
| L'església es va consagrar el 1931. | L'església es va consagrar el 1931.                         | 55° 50′ 51″ N, 4° 25′ 00″ O / 55.847533°N,4.4165844°O |                          |

## Església ortodoxa
| Imatge                              | Lloc i Nom                    | Diòcesi - Bisbat | Establerta i Coordenades |
| ----------------------------------- | ----------------------------- | ---------------- | ------------------------ |
|                                     | Glasgow Catedral de Sant Lluc |                  | 1954                     |
| 1877 Belhaven Presbyterian Església |                               |                  |                          |